# Logar (province)
Pour les articles homonymes, voir Logar.
Le Logar ou Lôgar est une province de l'est de l'Afghanistan. Sa capitale est Pol-é 'Alam.
La rivière Logar coule dans sa vallée, celle-ci étant en grande partie comprise administrativement dans la province, d'où le nom donné à celle-ci.

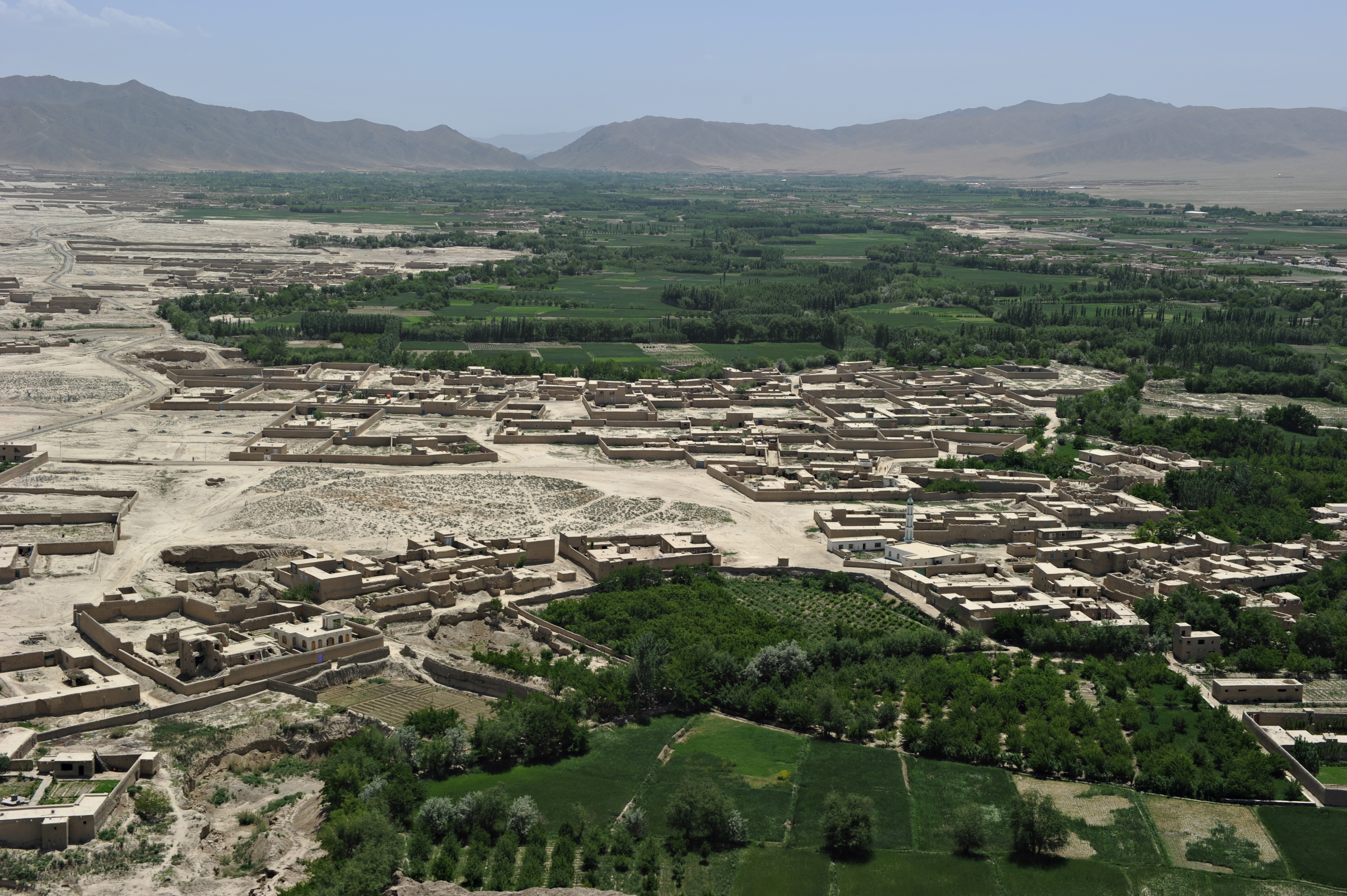
Vue aérienne du district de Mohammad Agha dans la province de Logar